# Cercospora zebrina
Cercospora zebrina är en svampart som beskrevs av Pass. 1877. Cercospora zebrina ingår i släktet Cercospora och familjen Mycosphaerellaceae.   Inga underarter finns listade i Catalogue of Life.